# Ipotesi sull'elezione papale di Giuseppe Siri
L'ipotesi sull'elezione papale di Giuseppe Siri è una teoria secondo la quale il cardinale Giuseppe Siri, arcivescovo di Genova dal 1946 al 1987, sarebbe stato eletto papa nel conclave del 1958, ma sarebbe stato costretto a rinunciare al papato.
Siri non alimentò mai questa teoria, restando sempre fedele ai diversi pontefici che si susseguirono nel corso degli anni e sempre in piena comunione con Roma. La teoria, inoltre, non è accreditata né dagli storici, né dai vari biografi di Siri.

## Situazione generale del conclave del 1958

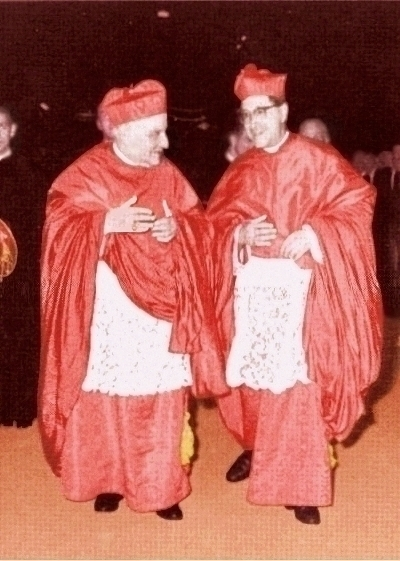
I cardinali Roncalli e Siri a Tortona il 28 agosto 1958, due mesi prima del conclave che rese Roncalli papa.

Durante il pontificato di Pio XII Siri fu sempre molto vicino al pontefice, che lo considerava un suo fidato consigliere e che, implicitamente, lo designò come suo possibile successore. Dopo la morte del Papa, molti cardinali criticarono la gestione fortemente accentratrice di Pio XII che il cardinale Siri, uomo dalle riconosciute capacità direttive, se eletto avrebbe probabilmente proseguito. Siri stesso dichiarò di aver percepito, nei giorni del conclave del 1958, una sensazione «di ritrosia e di fastidio» nei suoi confronti da parte di alcuni cardinali.
L'arcivescovo di Genova partecipò solo alle ultime tre cerimonie dei novendiali in suffragio di papa Pacelli, senza interessarsi alle congregazioni preparatorie del conclave che offrivano ai porporati la possibilità di conoscersi meglio. La sua riluttanza era dovuta anche al fastidio di sentirsi oggetto di continua attenzione da parte della stampa, in quanto ritenuto il "delfino" di Pio XII.
Il vaticanista Benny Lai, con il quale Siri intrattenne lunghe conversazioni fra il 1956 e il 1988, confermò che l'arcivescovo di Genova aveva ricevuto, prima del conclave, l'offerta di candidarsi a pontefice: l'iniziativa sarebbe partita dai cardinali Ignace Gabriel I Tappouni, Gaetano Cicognani e Benedetto Aloisi Masella. Secondo Cicognani, Siri sarebbe stato «l'unico in grado di continuare il magistero di Pacelli». Siri, tuttavia, declinò esplicitamente l'offerta, adducendo generici motivi di salute. Per ribadire la sua posizione rientrò a Genova, indifferente alle intese che erano in corso fra gli altri membri del collegio cardinalizio, tornando a Roma solo il 24 ottobre, alla vigilia dell'apertura del conclave. Dopo il suo rifiuto nessuno fece più il nome di Siri.
Nel pomeriggio del 24 l'arcivescovo di Genova venne messo al corrente degli orientamenti emersi nelle due settimane di congregazioni generali in preparazione del conclave, che si sarebbe aperto il giorno seguente. Secondo Lai, che ascoltò il racconto direttamente da Siri, i porporati parlarono di diversi candidati, fra i quali Alfredo Ottaviani, Giacomo Lercaro, Marcello Mimmi, Ernesto Ruffini, Valerio Valeri, Benedetto Aloisi Masella, Angelo Giuseppe Roncalli e Gregorio Pietro Agagianian, ma in realtà soltanto questi ultimi due riscuotevano i consensi più numerosi. Il cardinale Clemente Micara propose anche il nome dell'arcivescovo di Milano Giovanni Battista Montini, benché esso non fosse ancora cardinale, ma forse più per una sorta di dimostrazione affettiva che per una reale intenzione di voto.
Il collegio cardinalizio, dopo il quasi ventennale pontificato di Pio XII, era per la maggior parte orientato verso l'elezione di un papa anziano, che portasse ad un pontificato breve, di transizione. Questo orientamento ricorreva già da anni nei rapporti diplomatici che le ambasciate accreditate in Vaticano inviavano ai loro governi per tenerli aggiornati sugli orientamenti a proposito del nuovo papa. Anche l'ambasciatore italiano presso la Santa Sede Francesco Giorgio Mameli, in un rapporto del 1954 al Ministro degli affari esteri Attilio Piccioni, parlò della tendenza dei cardinali a indirizzarsi verso un porporato anziano per un papato di transizione. L'età di Siri, appena 52 anni, male si sarebbe conciliata alla prospettiva di un pontificato breve. A questo proposito si racconta che il cardinale Pietro Ciriaci, alludendo alla potenziale lunghezza di un pontificato di Siri, parafrasando una frase già usata dal cardinale Luigi Oreglia di Santo Stefano in occasione dell'elezione di papa Leone XIII nel 1878, avesse ironicamente dichiarato che: «Stiamo cercando un Santo Padre, non un Padre Eterno».

## La teoria dell'elezione
Secondo i seguaci di questa teoria, sostenuta in ambienti sedevacantisti statunitensi, il cardinale Giuseppe Siri sarebbe stato eletto papa il 26 ottobre 1958 e avrebbe assunto il nome pontificale di Gregorio XVII. La teoria si basa unicamente sul colore incerto delle fumate che apparvero dal comignolo della Cappella Sistina, su un articolo pubblicato dal Corriere della Sera il successivo 28 ottobre e su due pagine del libro Il Papa non eletto: Giuseppe Siri, cardinale di Santa Romana Chiesa, pubblicato da Benny Lai nel 1993.

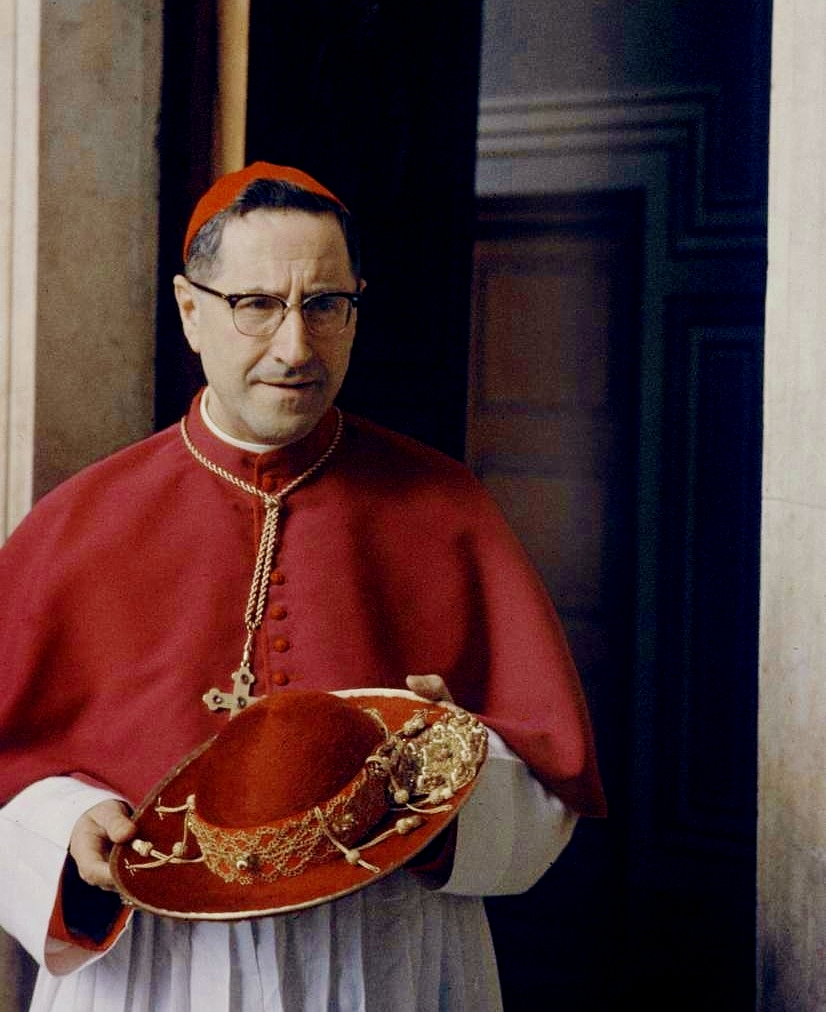
Il cardinale Giuseppe Siri durante il conclave del 1958.

I 51 cardinali si chiusero in conclave la sera del 25 ottobre ed i primi scrutini si tennero la mattina del giorno seguente. La giornata del 26 ottobre fu caratterizzata da fumate di colori difficilmente identificabili: alle 11:53 si levò, dal comignolo della Sistina, una «notevole emissione di fumo denso e bianchissimo, che spiccava nel cielo azzurro, e che si è subito arrestata». La folla credette che il papa fosse già stato eletto, ma, dopo alcuni istanti, la fumata prima si arrestò, poi riprese e divenne nera.
Alle 17:55 dello stesso giorno si levò di nuovo una fumata che inizialmente sembrò bianca. Alle guardie svizzere fu ordinato di uscire dalla caserma e di prendere posizione sulla piazza e la Radio Vaticana annunciò: «Il nuovo papa è stato eletto. Fra poco il cardinale primo diacono, Canali, apparirà a darne l'annuncio. Un fumo bianco, denso, voluminoso, ricopre il tetto della Sistina, ormai non c'è più dubbio che il papa sia fatto». Nonostante ciò, la finestra centrale della loggia delle benedizioni non si aprì e la fumata divenne prima grigia e poi nera.
A tal proposito, il principe Sigismondo Chigi, maresciallo del conclave, dichiarò ai giornalisti: «Mi duole dovervi confessare che neppure io, che ho assistito a tre conclavi, anzi, a quattro, posso dire di aver visto fumate di colori vari e sospetti come questa volta. Stamane il fumo era giallastro, poi leggermente bianco, poi si è improvvisamente interrotto, forse per imperfetta combustione della stufa. Quindi ha ripreso, per diventare nero alla fine. Questa sera è stata una cosa direi quasi angosciosa tentare di individuare il colore, forse dovuto ai riflettori, che è la prima volta che vedo in opera, e ai quali, forse, si deve l'interpretazione di un colore invece che un altro».
Lo stesso Siri, successivamente, spiegò a Benny Lai le ragioni di quella confusione, dicendo di aver casualmente assistito «alla piccola cerimonia con cui, al termine di ogni duplice votazione, si procedeva a bruciare le schede nella stufa della Cappella Sistina: nessuno dei cardinali addetti allo scopo si preoccupava di mettere nella stufa il materiale necessario per segnalare l'esito negativo degli scrutini». Dei 51 cardinali presenti, ben 42 erano al loro primo conclave, quindi non avevano esperienza e dimestichezza con le operazioni. Nei giorni seguenti la stampa riportò la notizia relativa ai vari colori delle fumate. Il 28 ottobre dalla Sistina si levò quella che era, questa volta senza alcun dubbio, una fumata bianca, e il cardinale protodiacono Nicola Canali annunciò l'elezione di Angelo Roncalli, che assunse il nome di Giovanni XXIII.
Secondo i sostenitori di questa teoria, invece, Siri sarebbe stato eletto papa il 26 ottobre, ma sarebbe stato costretto a rinunciare pochi minuti dopo l'elezione, nonostante avesse già accettato e scelto il nome, su pressione dei cardinali francesi, dei riformatori e di quelli dell'Europa orientale, i quali avrebbero rivelato che la sua elezione avrebbe fortemente destabilizzato la situazione geopolitica internazionale, causando una durissima repressione nei Paesi oltre la cortina di ferro. Dell'avvenuta elezione di Siri sarebbe venuto a conoscenza anche l'FBI, il quale, il 10 aprile 1961, avrebbe stilato un dossier sulla vicenda. Esauriti i termini della secretazione, il testo, oggi del tutto irreperibile, sarebbe stato pubblicato il 28 febbraio 1994. Il primo a leggerne il contenuto sarebbe stato Paul Williams, consulente dell'FBI e giornalista investigativo, che, nel 2003, pubblicò il libro The Vatican Exposed. Nel libro, Williams dichiarò che Siri sarebbe stato eletto e avrebbe scelto il nome papale ma sarebbe stato costretto a rinunciare al papato.

## Analisi della teoria
La teoria dell'elezione papale di Giuseppe Siri non è accreditata da alcuno storico. I vari biografi del cardinale Siri, fra i quali Raimondo Spiazzi, Marco Doldi, Mario Grone e Benny Lai, non hanno mai parlato della sua presunta elezione; anche Siri stesso, dal proprio canto, come già detto, non diede mai credito alla teoria e fu sempre fedele ai vari pontefici che si susseguirono nel corso degli anni, restando sempre in piena comunione con Roma.

### Le fumate "bianche"

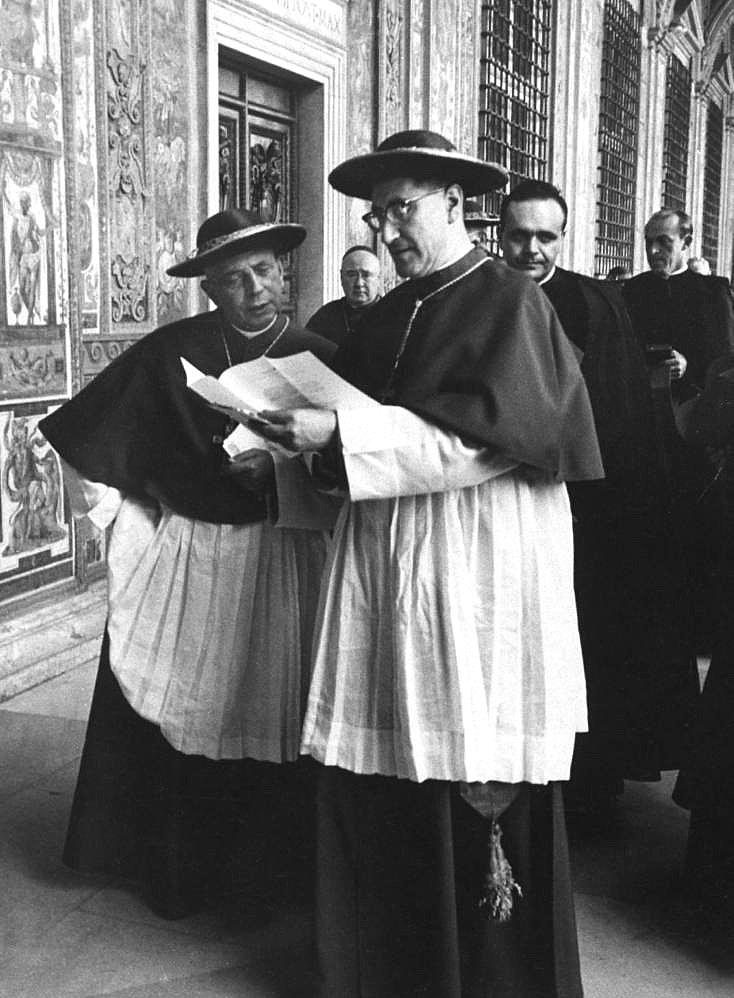
I cardinali Lercaro e Siri, in primo piano, durante il conclave del 1958.

La teoria sostiene che le fumate del 26 ottobre 1958 fossero bianche. In diversi altri conclavi, tuttavia, il colore del fumo fu difficilmente identificabile: fumate di colore dubbio si levarono, per esempio, anche nei conclavi del 1939, dell'agosto 1978 e dell'ottobre 1978. Per ovviare a questo continuo problema, dal conclave del 2005 si stabilì che l'esito positivo delle votazioni sarebbe stato sancito, oltre che dalla fumata bianca, anche dal suono delle campane di San Pietro, fugando così ogni dubbio sul colore del fumo.

### I dettagli del conclave
Nel numero di febbraio 2006 la rivista cattolica Inside the Vatican spiegò come, alla base della prova principale a sostegno della teoria dell'elezione di Siri, ossia l'articolo apparso sul Corriere della Sera il 28 ottobre 1958, ci fosse con ogni probabilità un errore di comprensione da parte dei lettori di lingua inglese. Nell'articolo, infatti, il giornalista Silvio Negro raccontò un aneddoto relativo al conclave del 1939, quando, poiché anche in quell'occasione la fumata si levò di colore incerto, monsignor Vincenzo Santoro, che si trovava all'interno del conclave, per rompere le incertezze inviò uno scritto alla Radio Vaticana ordinando di annunciare che, nonostante il colore grigiastro del fumo, il papa era stato eletto.
I sostenitori della teoria dell'elezione di Siri utilizzano come prova quell'articolo di giornale perché, secondo la rivista Inside the Vatican, avrebbero frainteso l'articolo di Negro a causa di una possibile loro scarsa familiarità con la lingua italiana, credendo che il giornalista si riferisse al conclave del 1958 e che monsignor Santoro avesse inviato nel 1958 la nota alla Radio Vaticana per annunciare l'avvenuta elezione del pontefice. Tuttavia, come riportato dagli Acta Apostolicae Sedis, monsignor Vincenzo Santoro partecipò come segretario al conclave del 1939, mentre nel conclave del 1958 il segretario era monsignor Alberto di Jorio. Non è presente alcun monsignor Santoro nel conclave del 1958.
Inoltre, sempre secondo Inside the Vatican, poiché questa teoria propone Siri come papa regolarmente eletto e considera antipapi privi di reale legittimità i pontefici che si susseguirono dopo Pio XII, i suoi seguaci la utilizzano come giustificazione, seppur farneticante, per rifiutare i cambiamenti introdotti nella Chiesa in seguito al Concilio Vaticano II. Lo storico Sergio Romano, infatti, ritiene la teoria «una favola nata negli Stati Uniti in ambienti anti-conciliari, decisi a screditare il papato di Giovanni XXIII e a mettere in dubbio la legittimità delle sue decisioni, fra cui, per l'appunto, la convocazione del Concilio Vaticano II».

### Il rapporto dell'FBI
Il presunto rapporto dell'FBI che documenterebbe l'elezione di Siri è del tutto irreperibile e, dunque, non è verificabile. Paul Williams, inoltre, sollecitato a mostrare quei documenti, si sarebbe sempre rifiutato di farlo. In un'altra occasione, lo stesso Williams venne citato in giudizio dall'Università McMaster di Hamilton, in Canada, per diffamazione e per aver diffuso notizie false. La casa editrice che aveva pubblicato i suoi libri dovette scusarsi con l'università, ammettendo che le affermazioni di Williams erano, effettivamente, prive di fonti.

### Il libro di Benny Lai
In aggiunta, i sostenitori di questa teoria sostengono che, nel libro di Benny Lai Il Papa non eletto: Giuseppe Siri, cardinale di Santa Romana Chiesa, l'arcivescovo di Genova rivelerebbe di essere stato eletto papa. In realtà, il libro di Lai non contiene niente di tutto ciò.
Il testo, infatti, parla solo del rammarico di Siri per non aver accettato le candidature al papato che, prima dei conclavi, gli erano state offerte. Esprimendo amarezza per i cambiamenti che avevano interessato la Chiesa dopo il pontificato di Pio XII, Siri disse: «Nei primi due conclavi cui ho partecipato ho avuto offerta la candidatura da un autorevole cardinale. Egli stesso mi diceva che dietro a lui andavano tutti i francesi. Gli altri, allora, andavano dietro ai francesi. Fuori stavano i tedeschi che, alle volte, strada facendo, si univano. Dissi no, e se mi eleggerete dirò no. Ho fatto male, oggi lo capisco. Oggi? Da qualche anno. Ho fatto male perché avrei evitato di compiere certe azioni. Vorrei dire, ma ho timore a dirlo, certi errori. Quindi ho avuto un grande rimorso e ho chiesto perdono a Dio. Spero che Dio mi perdoni».

### La presunta ostilità del governo sovietico
La teoria, inoltre, si appoggia su una presunta ostilità reciproca fra il cardinale Siri e il governo sovietico, il quale avrebbe minacciato rappresaglie nel caso in cui l'arcivescovo di Genova fosse stato eletto. In realtà, come dimostrato da Benny Lai nel suo libro, Siri era ben visto da Mosca fin dal 1946, quando si era attivato presso un noto pediatra dell'Istituto Giannina Gaslini per curare il figlio di Nikolaj Timofeev, all'epoca console generale dell'Unione Sovietica a Genova.
Nel 1956, inoltre, il governo sovietico aveva manifestato il desiderio di avviare un dialogo riservato con un alto ecclesiastico per migliorare i rapporti fra Unione Sovietica e Chiesa cattolica e aveva scelto proprio l'arcivescovo di Genova, con il quale ebbe una serie di contatti che si protrassero positivamente per decenni, portando addirittura Siri a visitare Mosca e Leningrado nel 1974, dove venne accolto con tutti gli onori.